# Pinnaroo
Pinnaroo è una città dell'Australia Meridionale (Australia); essa si trova 240 chilometri a nord-est di Adelaide ed è la sede della Municipalità di Southern Mallee. Al censimento del 2006 contava 587 abitanti.